# Боју (Бихор)
Боју (рум. Boiu) насеље је у Румунији у округу Бихор у општини Чумегиу. Oпштина се налази на надморској висини од 92 m.

## Становништво
Према подацима из 2002. године у насељу је живело 842 становника.

### Попис2002.
| Расподела становништва по националности 2002.‍ | Расподела становништва по националности 2002.‍ | Расподела становништва по националности 2002.‍ | Расподела становништва по националности 2002.‍ | Расподела становништва по националности 2002.‍ |
| --------------------------------------------- | --------------------------------------------- | --------------------------------------------- | --------------------------------------------- | --------------------------------------------- |
|                                               |                                               |                                               |                                               |                                               |
| Румуни                                        | Румуни                                        |                                               | 252                                           | 29,9%                                         |
| Мађари                                        | Мађари                                        |                                               | 565                                           | 67,1%                                         |
| Роми                                          | Роми                                          |                                               | 25                                            | 3,0%                                          |